# Wapen van Akersloot

Het wapen van Akersloot

Het wapen van Akersloot werd op 26 juni 1816 in gebruik bevestigd aan de Noord-Hollandse gemeente Akersloot. In 2002 is de gemeente opgegaan in de nieuwe gemeente Castricum, waarna het wapen van Akersloot is opgenomen in het tweede kwartier van het wapen van Castricum.

## Blazoenering
De blazoenering van het wapen luidde als volgt:
Een veld van zilver beladen met drie akers van synople, het schild gedekt met een kroon van goud.
Het wapen is zilver van kleur met daarop drie groene eikels (akers) met bovenin twee en onderin een. Door de akers is het wapen een sprekend wapen. In de blazoenering wordt niet vermeld dat de kroon vijf bladeren heeft en daarmee een markiezenkroon is.

## Geschiedenis
Het wapen is sprekend bedoeld, een andere benaming voor eikel is aker. Het oudste bekende zegel van het dorp stamt uit 1357 en toont de bekende drie eikels. Een later zegel toont het schild met een schildhoudende eikentak. Waar de kleuren vandaan komen is niet bekend, in de 18e eeuw werd gesproken over een rood schild met gouden eikels. Waarom het zilveren schild met groene eikels door de Hoge Raad van Adel is verleend, is niet duidelijk.

## Overeenkomstige wapens

Het wapen van Castricum